# Rogelio Salmona
Pour les articles homonymes, voir Salmona.
Rogelio Salmona, né le 28 avril 1927 à Paris et mort le 3 octobre 2007, est un architecte franco-colombien. Il est connu pour son utilisation importante de la brique dans ses constructions, par une manipulation magistrale de la géométrie dans ces compositions ainsi que pour son recours à toute une série d'éléments typologiques comme: Les patios, les toits-terrases, les rampes, les pergolas, les passerelles et les fils d'eau.

## Éléments de biographie
Il naît à Paris dans une famille originaire de Salonique, d'un père espagnol et d'une mère française avec lesquels il émigre dans son jeune âge à Bogota en Colombie où il étudie l'architecture à l'université nationale de Colombie. Il doit interrompre ses études à cause de la guerre civile des années 1948-1953 (Bogotazo) et retourne à Paris. Là il travaille notamment au sein de l'atelier de l'architecte franco-suisse Le Corbusier pendant environ dix ans, tout en suivant le séminaire de Pierre Francastel à l'École pratique des hautes études. Vers l'âge de trente ans il retourne en Colombie où il passe le reste de sa vie et réalise la quasi-totalité de son œuvre (voir la liste de ses œuvres ci-dessous).
Il meurt à Bogotá le 3 octobre 2007.

## Citation

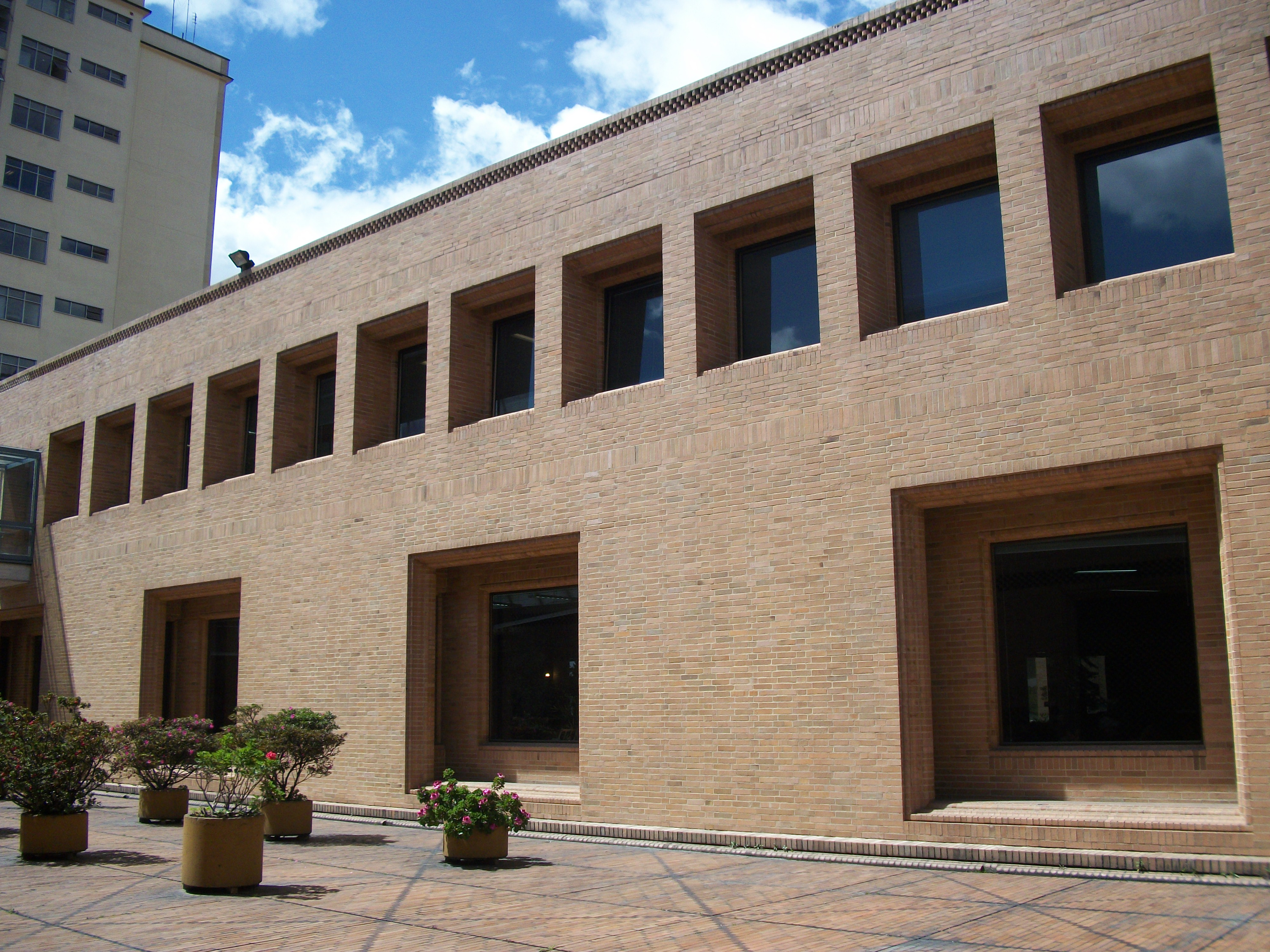
Archives générales de la nation, Bogota

« Je suis tout simplement un architecte. Ou plutôt devrais-je dire : quelqu'un qui essaie d'en être un. Parce que devenir un architecte est très difficile. Vous ne savez jamais si ce que vous faites a une quelconque valeur. Le temps le dira. Une bonne architecture deviendra des ruines. Une mauvaise architecture disparaîtra. Mais, pour vous, savoir si ce sera des ruines demande d'attendre beaucoup de temps. J'espère que les tours del Parque ne tomberont pas en ruine maintenant mais dans mille ans. »

## Œuvre

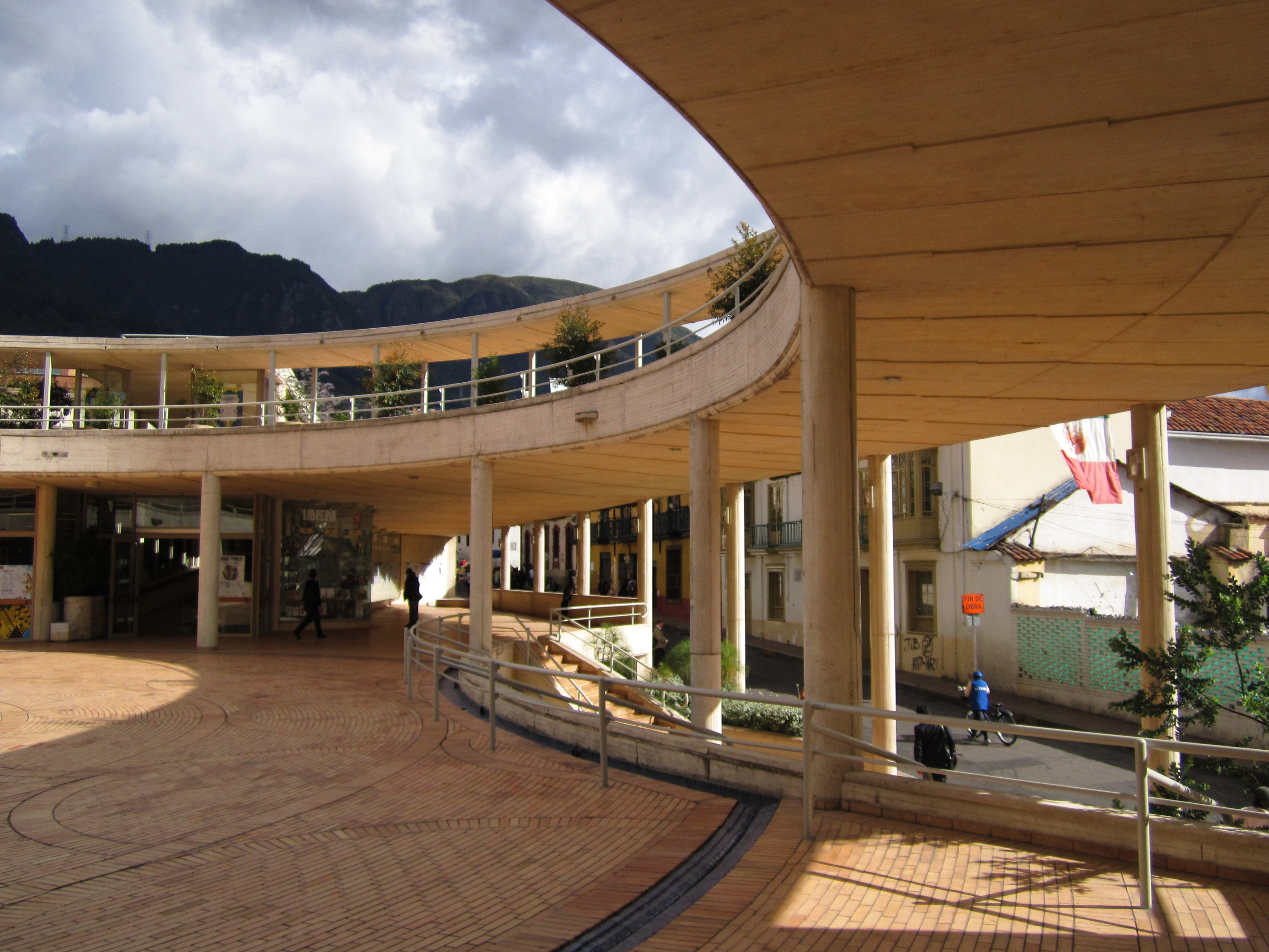
Centre Culturel Gabriel García Márquez, Bogota

Certaines de ses œuvres sont considérées comme faisant partie du patrimoine culturel de la Colombie, comme :
- 1964-1970 : Les tours Del Parque, Bogota
- 1982 : Maison des visiteurs distingués, Carthagène des Indes
- 1985 : Musée d'art moderne, Bogota
- 1989 : Archives générales de la nation, Bogota
- 2001 : Bibliothèque Virgilio Barco, Bogota
- 2005 : Centre culturel Gabriel García Márquez, Bogota

## Récompenses
- Prix national d'architecture de Colombie (1986, 1988 et 1990).
- Honoré de la médaille Alvar-Aalto (2003)